# Pilotas de Fórmula 1
São raras mulheres que estiveram inscritas como pilotos da Fórmula 1 para corridas da categoria. Desde a criação do mundial de Fórmula 1, no ano de 1950, apenas cinco mulheres tiveram a oportunidade de disputar grandes prêmios. Nenhuma delas obteve poles position, pódios, vitórias ou títulos e apenas uma, Lella Lombardi, conseguiu pontuar e, ainda assim, só meio ponto em uma corrida.

## Histórico

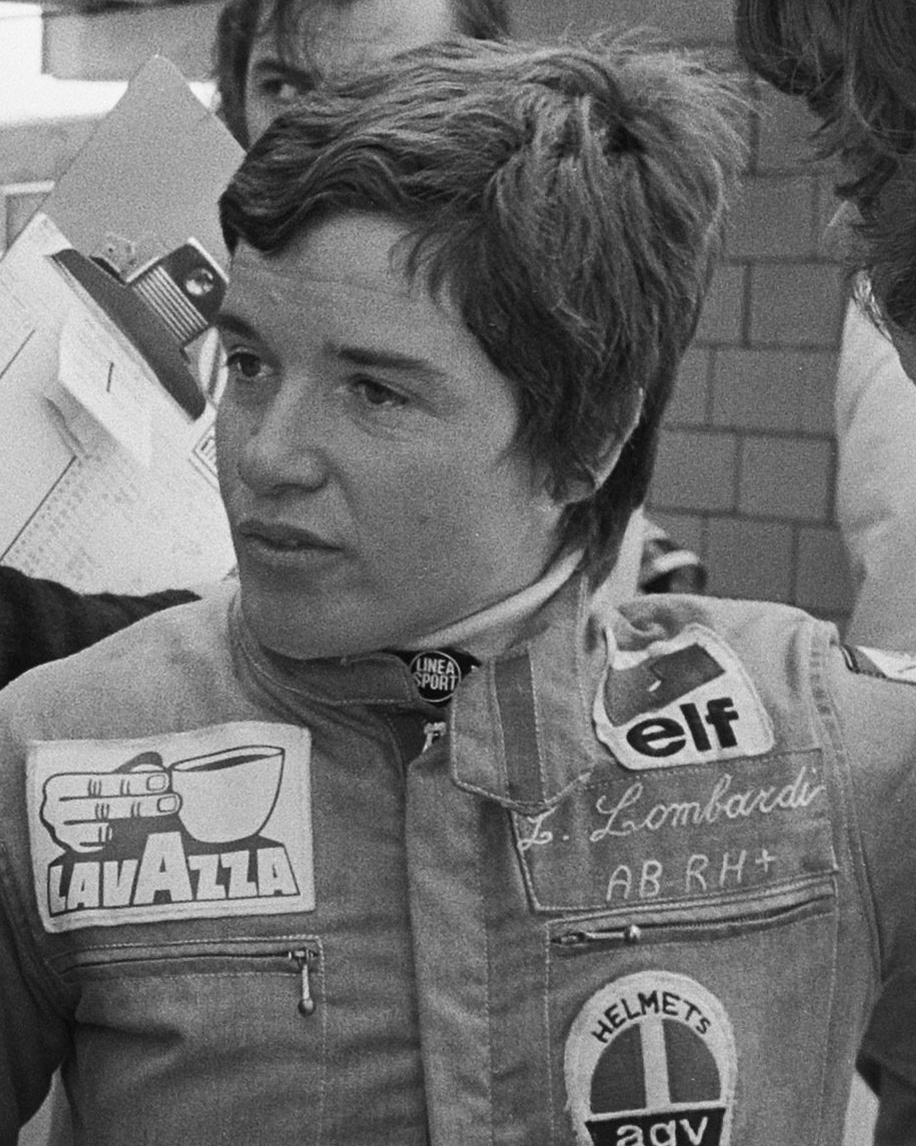
Lombardi: única mulher a pontuar.

A história feminina na Fórmula 1 teve como pioneira a italiana Maria Teresa de Filippis que, entre as temporadas de 1958 e 1959, se inscreveu em cinco corridas e largou apenas em três tendo como melhor resultado seu 10º lugar no Grande Prêmio da Bélgica de 1958. Entretanto, na etapa seguinte, o Grande Prêmio da França de 1958 De Filippis teve sua participação vetada pelo diretor de prova que alegou que “o único capacete que uma mulher deveria utilizar é o do cabeleireiro”. Maria encerrou sua carreira no Grande Prêmio de Mônaco de 1959. Após quinze anos sem nenhuma mulher na categoria, houve a participação de outra italiana, Lella Lombardi que disputou as temporadas de 1974, 1975 e 1976 inscrevendo-se em dezessete corridas e largando em doze. Seu melhor resultado foi no Grande Prêmio da Espanha de 1975, onde terminou na sexta colocação. A piloto marcaria 1 ponto, entretanto, a prova foi interrompida antes de serem completados 75% do total de voltas, e foram creditados apenas metade dos pontos aos pilotos. Lella marcou 0.5 ponto e tornou-se a primeira mulher na história a pontuar na Fórmula 1.
Em 1976 a inglesa Divina Galica tentou se classificar para o Grande Prêmio da Grã-Bretanha de 1976, mas falhou. Entretanto, entrou para a história junto com Lella Lombardi, que também esteve na prova, pois esse foi único Grande Prêmio na história em que duas mulheres estavam inscritas. Porém ambas não se classificaram para a prova. Em 1980, a sul-africana Desiré Wilson tentou se classificar para o Grande Prêmio da Grã-Bretanha, não obtendo sucesso. No mesmo ano se tornou a única mulher a vencer uma corrida com um carro de Fórmula 1 quando venceu a etapa de Brands Hatch na curta série de Fórmula 1 Britânica, também conhecida como Aurora F1, que era disputada com carros antigos da categoria. Porém tal corrida não valia pontos para o mundial e seu resultado não é homologado. Em homenagem a essa conquista, Desiré tem uma arquibancada em Brands Hatch, com o seu nome.
A última mulher a tentar disputar uma prova de Fórmula 1 foi a italiana Giovanna Amati no ano de 1992. Ela tentou classificar-se para três provas, entretanto falhou em todas as tentativas. Foi substituída por Damon Hill, que também não conseguiu classificar o carro nas corridas seguintes.
Há mais de 30 anos a Fórmula 1 não tem nenhuma mulher como pilota oficial. Sarah Fisher, Katherine Legge, María de Villota, Susie Wolff e Simona de Silvestro chegaram a fazer testes com carros da categoria, entretanto, não disputaram nenhuma corrida.

## Lista de pilotas

### Pilotas oficiais
| # | Nome                     | Temporadas | Equipes | Corridas (largadas) | Pole positions | Vitórias | Pódios | Títulos | Pontos |
| - | ------------------------ | ---------- | ------- | ------------------- | -------------- | -------- | ------ | ------- | ------ |
| 1 | Maria Teresa de Filippis | 2          | 2       | 5 (3)               | 0              | 0        | 0      | 0       | 0      |
| 2 | Lella Lombardi           | 3          | 3       | 17 (12)             | 0              | 0        | 0      | 0       | 0.5    |
| 3 | Divina Galica            | 2          | 2       | 3 (0)               | 0              | 0        | 0      | 0       | —      |
| 4 | Desiré Wilson            | 1          | 1       | 1 (0)               | 0              | 0        | 0      | 0       | —      |
| 5 | Giovanna Amati           | 1          | 1       | 3 (0)               | 0              | 0        | 0      | 0       | —      |

### Pilotas de testes

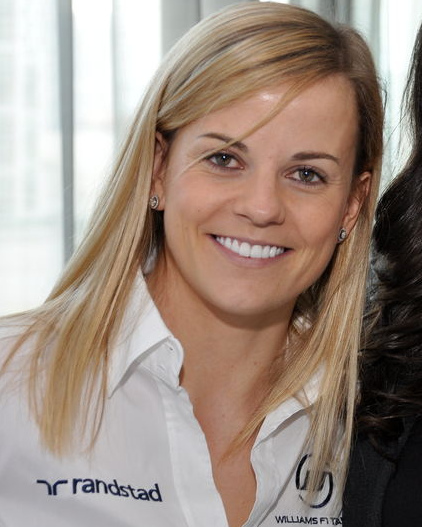
Wolff: piloto de testes

Em setembro de 2002 a pilota americana Sarah Fisher teve a oportunidade de guiar um carro da McLaren depois dos treinos livres de sexta-feira em Indianápolis, local do Grande Prêmio dos Estados Unidos de 2002. Ela guiou o modelo MP4-17, conseguiu a oportunidade graças ao patrocínio da Tag Heuer. Já Katherine Legge fez um teste pela equipe Minardi no Circuito de Vallelunga, na Itália, em novembro de 2005. Ela bateu o carro logo após dar duas voltas no circuito. A britânica voltou a testar o carro alguns dias depois. O teste durou apenas 27 voltas e seu melhor tempo foi de 1m21s176.
Em 2012 a pilota espanhola María de Villota foi contratada pela equipe Marussia F1 como piloto de testes. Em julho daquele ano sofreu um grave acidente durante os testes aerodinâmicos realizados no aeroporto de Duxford no leste de Londres. Em outubro do ano seguinte, foi encontrada morta em seu quarto de hotel. Tal fatalidade foi causada por sequelas do grave acidente que sofreu no ano anterior. Também em 2012, outra mulher foi contratada como piloto de testes. A britânica Susie Wolff assinou contrato com a equipe Williams e passou a participar dos testes em túneis de vento e de desenvolvimento do carro.
Em 2014 a Sauber assinou contrato com Simona de Silvestro como "pilota afiliada" afirmando ter a intenção de transforma-la em piloto titular em 2015. Devido a questões financeiras e falta de patrocínio, a piloto não pode competir pela equipe. A Sauber voltou a assinar com uma mulher, dessa vez Tatiana Calderón, em fevereiro 2017. A jovem piloto colombiana foi contratada como piloto de desenvolvimento tendo como função trabalhar do simulador na fábrica em Hinwil junto com os companheiros de equipe Pascal Wehrlein e Marcus Ericsson. No ano seguinte, A equipe Sauber promoveu Calderón a pilotos de testes. Ela participará de diversas sessões no simulador da equipe, porém não foi divulgado se ela pilotará em alguma sessão livre de treinos de sexta-feira ao longo dos fins de semana do campeonato. Paralelamente à função na Sauber, a colombiana competirá mais uma temporada na GP3.

## Marcos
- Primeira mulher a disputar um grande prêmio: Maria Teresa de Filippis[2][33]
- Primeira mulher a pontuar: Lella Lombardi[34]
- Primeiro grande prêmio com mais de uma mulher inscrita: Grande Prêmio da Grã-Bretanha de 1976[13]